# Communauté de communes de l’Accueil de l’aéroport régional de Lorraine
La communauté de communes de l’Accueil de l’aéroport régional de Lorraine (CCAARL) est une ancienne communauté de communes, qui était située dans le département de la Moselle en région Lorraine.
Elle tient son nom de l’Aéroport de Metz-Nancy-Lorraine qui se situe sur son périmètre.

## Histoire
La communauté de communes de l’Accueil de l’aéroport régional de Lorraine est créée le 2 janvier 2002.
Le 1er janvier 2014, elle fusionne avec les communautés de communes du Vernois et de Rémilly et environs pour former la Communauté de communes du Sud Messin.

## Composition
La communauté de communes était composée de 5 communes :
- Goin (siège)
- Liéhon
- Pagny-lès-Goin
- Silly-en-Saulnois
- Vigny

## Administration
| Période                                  | Période          | Identité       | Étiquette | Qualité                     |
| ---------------------------------------- | ---------------- | -------------- | --------- | --------------------------- |
| Les données manquantes sont à compléter. |                  |                |           |                             |
|                                          | 1er janvier 2014 | Jean-Marc Rémy |           | Maire de Goin (depuis 1983) |